# Lisia Huta
Lisia Huta [pronunciación en polaco: /ˈliɕa ˈxuta/] es un Asentamiento ubicado en el distrito administrativo de Gmina Stara Kiszewa, dentro delCondado de Kościerzyna, Voivodato de Pomerania, en Polonia del norte. Se encuentra aproximadamente a 9 kilómetros al oeste de Stara Kiszewa, a 12 kilómetros al sur de Kościerzyna, y a 55 kilómetros al suroeste de la capital regional Gdańsk.
Para detalles de la historia de la región, véase Historia de Pomerania.
El poblamiento tiene una población de 10 habitantes.